# Joachim Brudziński
Joachim Stanisław Brudziński (ur. 4 lutego 1968 w Świerklańcu) – polski polityk, nauczyciel akademicki, politolog i dziennikarz. Poseł na Sejm V, VI, VII i VIII kadencji (2005–2019), deputowany do Parlamentu Europejskiego IX i X kadencji (od 2019), w latach 2015–2018 wicemarszałek Sejmu VIII kadencji, od 2016 wiceprezes Prawa i Sprawiedliwości, w latach 2018–2019 minister spraw wewnętrznych i administracji w rządzie Mateusza Morawieckiego, w 2024 współprzewodniczący Europejskich Konserwatystów i Reformatorów w PE X kadencji.

## Życiorys

### Wykształcenie
Absolwent Zespołu Szkół Rybołówstwa Morskiego w Świnoujściu. Ukończył studia na Wydziale Politologii i Nauk Społecznych Uniwersytetu Szczecińskiego w specjalności nauki polityczne z uprawnieniami pedagogicznymi, uzyskując w 1997 tytuł zawodowy magistra politologii. Odbył podyplomowe studia w Uniwersytecie Szczecińskim (pedagogika, ukończone w 2002), a następnie studia doktoranckie na Wydziale Historii Uniwersytetu im. Adama Mickiewicza w Poznaniu, których nie ukończył. Zajmował się badaniami nad gospodarką morską oraz administracją morską na Pomorzu Zachodnim po 1945.
W czasie studiów działał w Duszpasterstwie Akademickim Jezuitów.

### Działalność zawodowa i polityczna

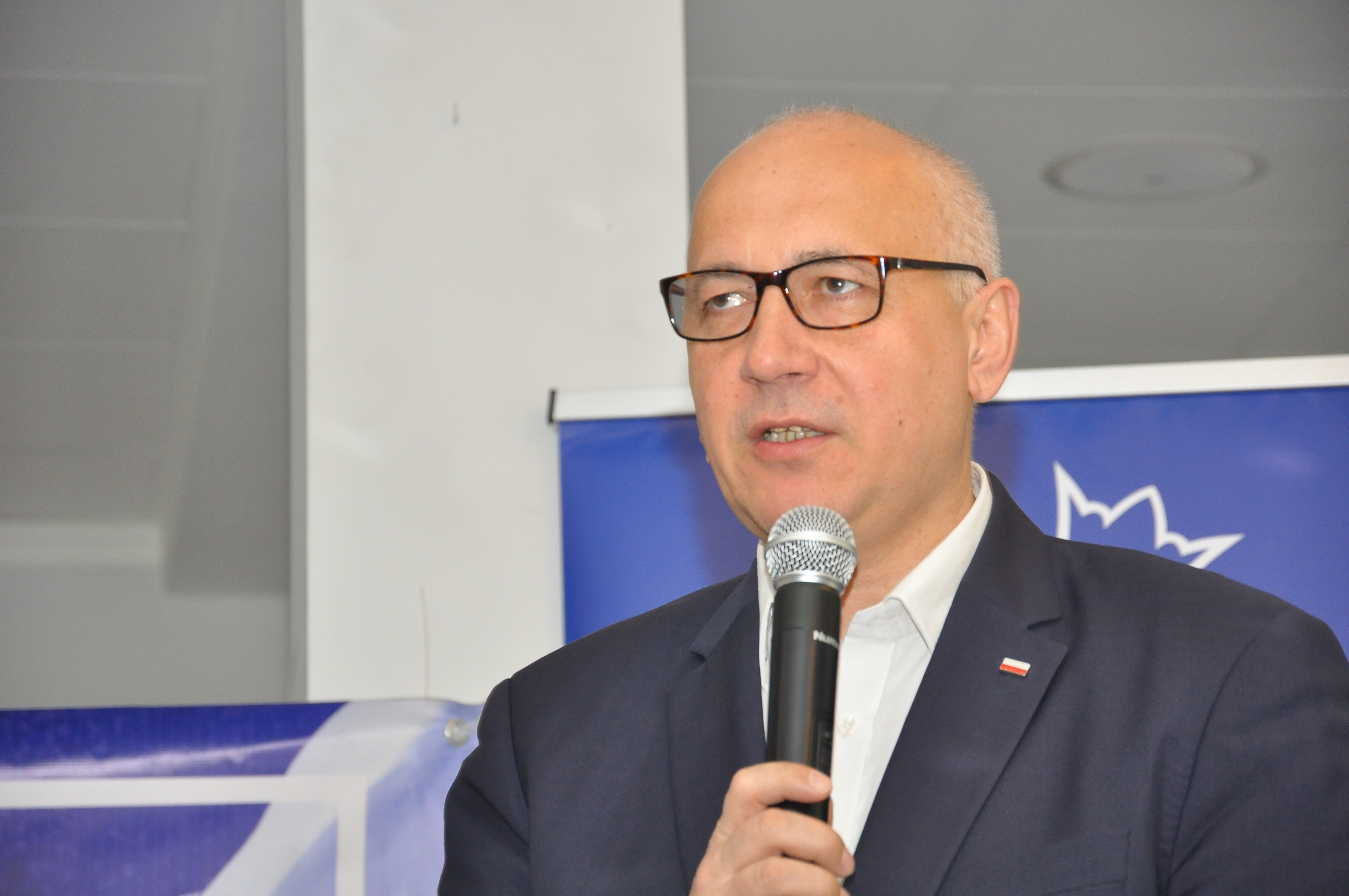
Joachim Brudziński

Był pomysłodawcą i założycielem Morskiego Centrum Informacji Zawodowej w Szczecinie, zajmującego się podnoszeniem kwalifikacji zawodowych polskich marynarzy i rybaków oraz pomocą w zatrudnianiu na międzynarodowym rynku pracy. W trakcie studiów politologicznych pływał na statkach handlowych i rybackich. Pracował następnie jako współpracownik i dziennikarz w Polskim Radiu Szczecin, gdzie zajmował się problematyką gospodarki morskiej. Był rzecznikiem prasowym Urzędu Morskiego w Szczecinie, wykładowcą w Zachodniopomorskiej Szkole Biznesu oraz w Policealnym Studium Administracji, a także społecznym kuratorem sądowym.
Od 1991 należał do Porozumienia Centrum, następnie przystąpił do Prawa i Sprawiedliwości. Od sierpnia 2002 do lipca 2006 był prezesem zachodniopomorskiego zarządu regionalnego partii. Od lipca 2006 do stycznia 2008 pełnił funkcję sekretarza generalnego. Od 2006 zajmował także stanowisko przewodniczącego zarządu głównego PiS, który został zlikwidowany 10 października 2009. Tego samego dnia objął funkcję przewodniczącego nowego ciała partyjnego – komitetu wykonawczego, wybierany ponownie na tę funkcję 23 listopada 2013 i 11 września 2016, kiedy to został również wiceprezesem partii. 11 stycznia 2018 ustąpił z funkcji przewodniczącego KW PiS.
W 2005 z listy PiS został wybrany na posła V kadencji w okręgu szczecińskim liczbą 14 731 głosów. W 2007 po raz drugi uzyskał mandat poselski, otrzymując 33 237 głosów. Kandydował także w wyborach parlamentarnych w 2011 i po raz kolejny uzyskał mandat poselski zdobywając 38 700 głosów.
Również w 2015 z powodzeniem ubiegał się o poselską reelekcję (dostał 46 918 głosów). Na pierwszym posiedzeniu Sejmu VIII kadencji, 12 listopada 2015, został wybrany na wicemarszałka Sejmu. 9 stycznia 2018 mianowany na ministra spraw wewnętrznych i administracji w rządzie Mateusza Morawieckiego. Tego samego dnia zrezygnował ze stanowiska wicemarszałka Sejmu.
W 2019 został wybrany na posła do Parlamentu Europejskiego; startując z okręgu obejmującego województwa lubuskie i zachodniopomorskie, uzyskał 185 186 głosów. W związku z wyborem do Europarlamentu 3 czerwca 2019 zakończył pełnienie funkcji ministra.
Kierował sztabem wyborczym Prawa i Sprawiedliwości przed zwycięskimi dla tej partii wyborami parlamentarnymi w 2019. W czerwcu 2023 przed kolejnymi wyborami parlamentarnymi powrócił na to stanowisko, zastępując Tomasza Porębę. W kolejnych wyborach europejskich w 2024 z powodzeniem ubiegał się o reelekcję z wynikiem 114 195 głosów. W lipcu tegoż roku został współprzewodniczącym frakcji ECR. W grudniu 2024 na tej funkcji zastąpił go Patryk Jaki.

## Wyniki w wyborach ogólnopolskich
| Wybory | Komitet wyborczy                 | Komitet wyborczy       | Organ           | Okręg            | Wynik          |
| ------ | -------------------------------- | ---------------------- | --------------- | ---------------- | -------------- |
| 2005   |                                  | Prawo i Sprawiedliwość | Sejm V kadencji | nr 41            | 14 731 (4,78%) |
| 2007   | Sejm VI kadencji                 | Prawo i Sprawiedliwość | 33 237 (7,57%)  | nr 41            |                |
| 2011   | Sejm VII kadencji                | Prawo i Sprawiedliwość | 38 700 (10,16%) | nr 41            |                |
| 2015   | Sejm VIII kadencji               | Prawo i Sprawiedliwość | 46 918 (12,33%) | nr 41            |                |
| 2019   | Parlament Europejski IX kadencji | Prawo i Sprawiedliwość | nr 13           | 185 168 (21,06%) |                |
| 2024   | Parlament Europejski X kadencji  | Prawo i Sprawiedliwość | nr 13           | 114 195 (15,04%) |                |

## Życie prywatne
Syn Władysława i Ludwiki. Jest żonaty, ma dwie córki i syna.